# Абэ, Кадзусигэ
Кадзусигэ Абэ (яп. 阿部 和重 Абэ Кадзусигэ, род. 23 сентября 1968 года) — японский писатель

, кинокритик. Лауреат ряда литературных наград — премии Акутагавы (2005), премии Танидзаки (2010) и других.
Родился в городе Хигасинэ; его семья владела пекарней. Увлекался творчеством Дэвида Боуи, читал Кэндзабуро Оэ, Ричарда Баха, Жана Жене, Уильяма Берроуза, Уильяма Гибсона, Брюса Стерлинга, Грега Бира, Джорджа Эффинджера, Руди Рюкера, Роберта Хайнлайна. На втором курсе бросил среднюю школу Татэока (префектура Ямагата) и переехал в Токио с целью поступить в Японскую киношколу и получить образование кинорежиссёра. Окончил её в 1990 году, работал помощником режиссёра, однако впоследствии посвятил себя писательству.
Жена — писательница Миэко Каваками (с 2011 года).